# かっぽん
かっぽんは、河童をモチーフとした北海道札幌市定山渓温泉（札幌市南区）のマスコットキャラクター。定山渓温泉観光協会が2011年（平成23年）に温泉街のキャラクターとして公募し、翌2012年（平成24年）に「定山渓温泉PR隊長」として任命された。

## 設定
温泉地の近くの淵に住む河童である。本名は定山河童小吉兵衛（じょうざんかっぱこきちべえ）で、年齢は不詳、性別は男性である。
定山渓に現れた経緯は「生まれは定かではなく、冬の寒さに凍えていたところ、ある日定山渓温泉に流れ着いた」とも、「定山渓の森の滴から生まれ、いつしか温泉街に住みついた」ともいい、いずれの説でも、定山渓で温泉三昧の日々を送っている。腹の風呂桶がトレードマークであり、足が桶に「かっぽん」とはまり、抜けなくなったことが「かっぽん」の名の由来とされる。

## 活動
定山渓温泉観光協会が2011年に温泉街のキャラクターを公募し、神奈川県川崎市の当時23歳の大学院生のデザインとアイディアが採用され、翌2012年に「定山渓温泉PR隊長」として任命された。同2012年に着ぐるみが完成し、札幌駅前通地下歩行空間で開催されたイベント「定山渓ジャズ・タウン2012」でデビューした。同2012年7月には札幌市南区役所の住民登録により、特別住民票を交付されて、正式に定山渓の住民になった。定山渓温泉では、1965年（昭和40年）に観光振興の一環として河童伝説が創作され、同1965年から始められた「かっぱまつり」で河童の着ぐるみが使われていたが、マスコットキャラクターとしては「かっぽん」が初めてである。
2021年（令和3年）には、定山渓温泉のある札幌市南区が区制50周年を迎えるにあたり、南区を盛り上げ、魅力をPRすることを目的として、知名度が高く発信力のあるキャラクターとして、かっぽんが「南区応援キャラクター」に就任し、定山渓集会所で「南区応援キャラクター就任式」が開催された。

## 反響
2012年12月には、冬の温泉利用を呼びかけるJR北海道のキャンペーン「冬だから おゆたび」を盛り上げるために、北海道内温泉地の関係者によるキャラバンと共に札幌市中央区の読売新聞北海道支社を訪れ、「かわいい」との声が上がった。
誕生以来、定山渓観光協会宛てに「グッズはないの」との問合せが相次いだことで、同2012年12月には、ファンの要望にこたえる形で、タオルハンカチ、スマートフォンケース、Tシャツ、クリアファイルなどの関連商品が製作された。翌2013年（平成25年）2月上旬に5日間行われた地元イベント「定山渓温泉雪灯路」では、会場に用意した約千個のグッズがほぼ売り切れた。その後も定山渓観光案内所のグッズ販売コーナーでは、温泉街でしか購入できない限定商品として、旅の記念に買う若い女性や、孫への土産として購入する高齢者など、幅広い層に人気を博している。
2022年（令和4年）には、定山渓温泉での将棋の棋戦「伊藤園お〜いお茶杯王位戦」で、藤井聡太がかっぽんを模したケーキを注文したことで、インターネット上で「かわいい」「どこで食べられるの」などと話題にのぼり、地元の観光協会などにも問合せの電話が相次ぐなど、反響を呼んだ。